# Selenops viron
Espèce
Selenops viron est une espèce d'araignées aranéomorphes de la famille des Selenopidae.

## Distribution
Cette espèce est endémique du Kenya. Elle se rencontre vers Kanapoi.

## Description
La femelle holotype mesure 9,90 mm.

## Publication originale
- Corronca, 2002 : A taxonomic revision of the afrotropical species of Selenops Latreille, 1819 (Araneae, Selenopidae). Zootaxa, no 107, p. 1-35.